# الهاب (حفاش)

تعديل مصدري - تعديل

الهاب هي إحدى قرى عزلة جبل نعمان بمديرية حفاش التابعة لمحافظة المحويت، بلغ تعداد سكانها 337 نسمة حسب تعداد اليمن لعام 2004.